# Caroline Reboux
Caroline Reboux (Parijs, ca. 1840 – 1927) was een Franse hoeden- en modeontwerpster. Ze werd geboren rond 1840 en groeide op in Parijs. Naar eigen zeggen was ze wees, geboren uit Charles Reboux, een Parijse journalist en een Belgische moeder, de zus van baron Le Roy Gaussandri, die minister was in Brussel tijdens het bewind van koning Lodewijk Filips I. Waarschijnlijk is deze afkomst door haar verzonnen om een mythe te creëren.
De tweede helft van de 19e eeuw was de bloeitijd van de hoedenhandel in Parijs. Deze industrie werd gedomineerd door vrouwen, die als ontwerper en ondernemer op het hoogtepunt duizenden werknemers in dienst hadden in kleine, onafhankelijke boetieks in heel Parijs. Samen met Madame Virot was Caroline Reboux jarenlang het gezicht van de Parijse hoedenhandel en beïnvloedde ze hoedenmode over de hele wereld.
Reboux was de eerste ontwerper die een sluier toevoegde aan haar hoedontwerpen. Ze realiseerde verschillende innovaties aan bestaande hoedmodellen, actualiseerde modellen zoals de Gainsborough-hoeden en was samen met de Franse ontwerpster Lucy Hamar een van de eerste hoedenmakers die de cloche introduceerde in 1914. Meer dan vijftig jaar lang (vanaf ongeveer 1870) stond ze bekend onder de bijnaam "Koningin van de hoedenmakers".
De internationale Red Hat Society stelt dat Reboux als eerste belangrijke hoedenontwerper haar (op maat gemaakte) hoeden op hetzelfde niveau ontwierp als haute couture.

## Loopbaan
Reboux startte haar carrière door in de leer te gaan bij een andere hoedenmaakster. Al spoedig verwierf ze roem met haar ontwerpen. Haar hoeden waren populair bij leden van het Russische hof, die vaste afnemers werden. Haar op maat gemaakte en op de draagster afgestemde hoeden waren alleen bereikbaar voor rijke vrouwen.

Hoeden van Reboux uit de jaren 60 trokken de aandacht van prinses Pauline von Metternich en gravin Hélène de Pourtales, twee modieuze dames aan het hof van keizerin Eugénie. Deze twee vrouwen uit de upper class leidden een actief sociaal leven, en gaven zo in brede kring bekendheid aan de hoedontwerpen van Reboux.

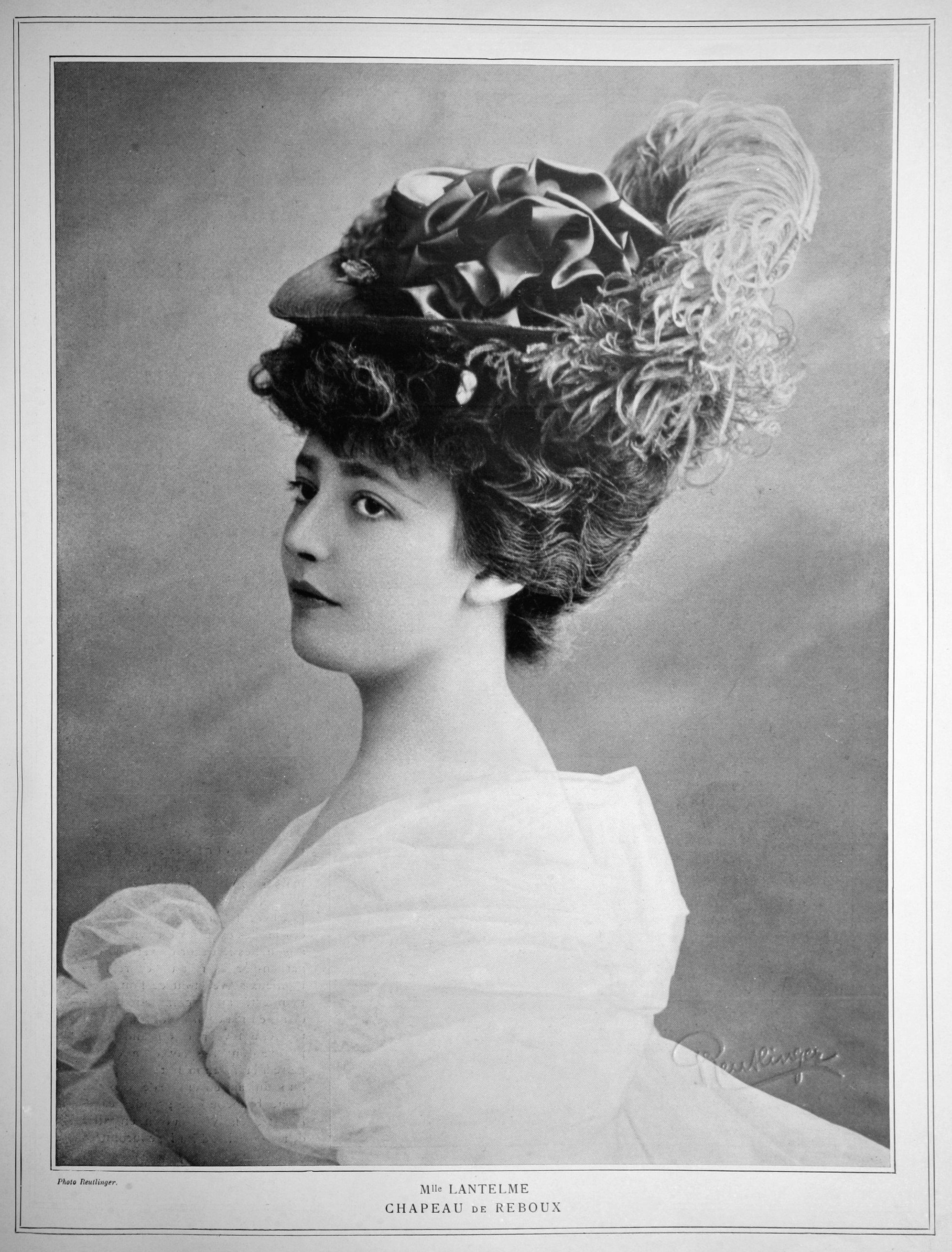
Hoed van Reboux uit 1905

In 1865 opende Reboux een winkel aan Avenue Matignon 9 in Parijs, waar ze haar hele leven zou blijven werken. Andere winkels in Parijs en Londen volgden. Haar beroemdste winkel van rond 1900 bevond zich op de Rue de la Paix 23 in Parijs.
Rond 1900 had Reboux meer dan honderd vrouwen in dienst en werd ze verkozen om de Parijse handel te vertegenwoordigen op de Parijse Wereldtentoonstelling van 1900. Ze hielp ontwerpers die ze had opgeleid (zoals de beroemde Amerikaanse hoedenmaakster Lilly Daché) om winkels te openen in o.a. New York. Onder het pseudoniem Rose Valois werd in 1927 een al even succesvol hoedenbedrijf opgericht door een voormalige werknemer van Reboux, Madame Fernand Cleuet. Hoedenwinkel Rose Valois was gevestigd op de Rue Royal 18 in Parijs.
In het jaar 1914 introduceerden zowel Reboux als de Franse hoedenmaakster Lucy Hamar, onafhankelijk van elkaar maar wel min of meer gelijktijdig, de cloche. Deze hoed zou een van de populairste hoeden van het navolgende decennium worden.
Reboux werkte in de jaren 20 de standaard cloche-vorm om tot een iconische, ongestructureerde, vilten hoed. Ze maakte deze hoeden door een stuk vilt op het hoofd van een klant te plaatsen en het vervolgens in vorm te vouwen en te knippen. Kenmerkend voor haar ontwerpen waren het gebruik van vogelveren, pluimen, complete vleugels en staarten en zelfs hele opgezette vogels. Geen twee hoeden die zij ontwierp waren hetzelfde.
Naast hoeden ontwierp het modehuis ook bijpassende mode zoals capes en sjaals.

### Bekende dragers

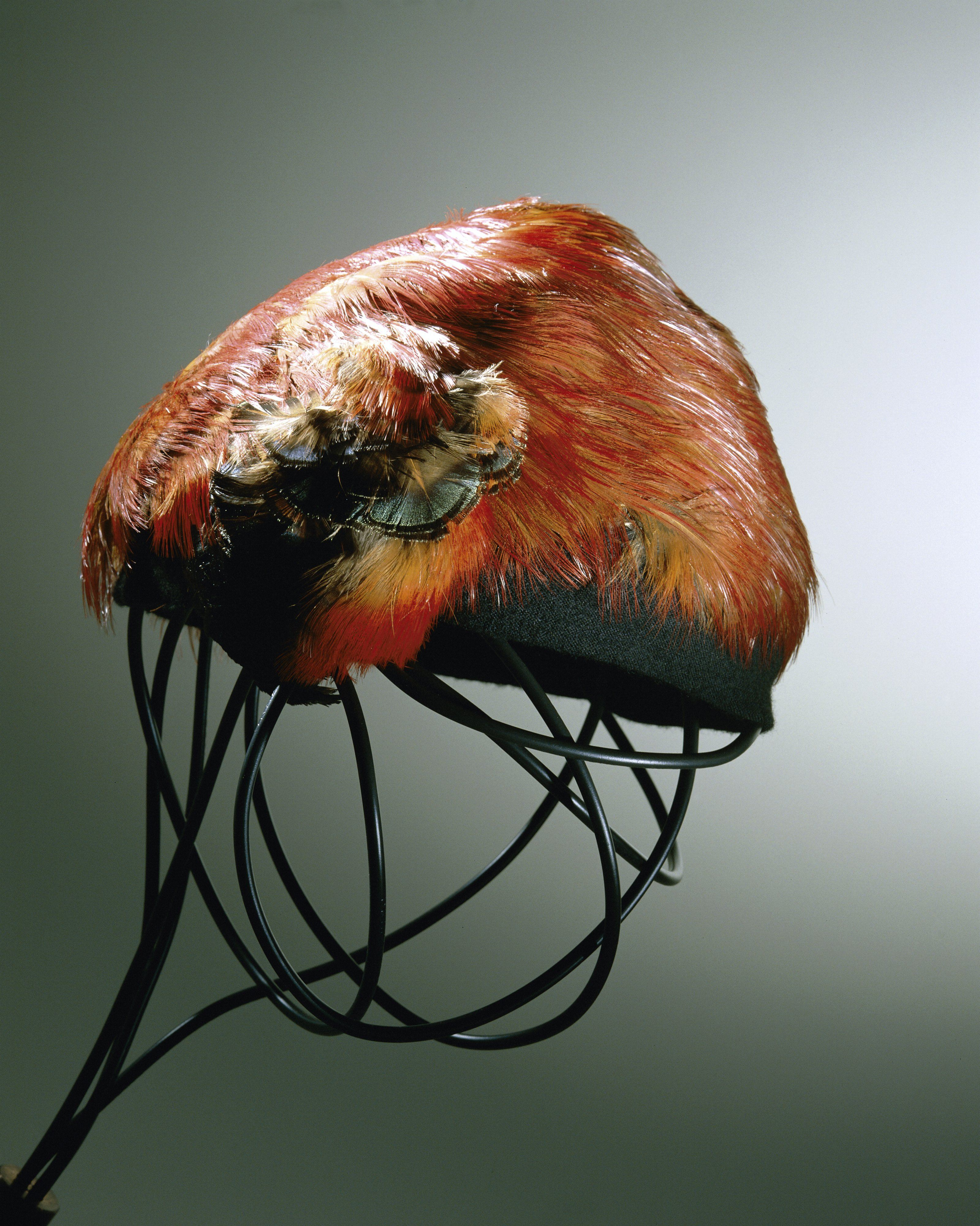
Cloche met veren van het merk Caroline Reboux, 1950-1956

Wallis Simpson, hertogin van Windsor, droeg bij haar huwelijk met Edward VIII in in 1937 een zogenaamde halo hat, Reboux' versie van de picture hat. Actrice en zangeres Marlene Dietrich was een trouwe klant van Reboux, van wie ze haar kenmerkende baretten kocht. Een van Reboux' hoeden droeg ze in de film Knight Without Armour uit 1937. Ook Greta Garbo was fan van de hoeden van Reboux.

### Nalatenschap
Caroline Reboux ging in 1922 vanwege haar slechte gezondheid met pensioen. Ze stierf op 87-jarige leeftijd in 1927. Haar bedrijf aan de Rue de la Paix 23 in Parijs ging tot 1956 door onder leiding van Lucienne Rabaté, een voormalige medewerkster van de Franse luxemodezaak Chanel. Rabaté ontwierp en modelleerde haar hoeden in dezelfde stijl als Reboux, en decoreerde ze eveneens met materiaal van vogels. De voortzetting van Reboux' modehuis bleef bekend om het maken van unieke cloches, die gedurende vele jaren als statussymbool werden beschouwd door modebewuste vrouwen.

Na het beëindigen van de zaak in 1956 werden ontwerpen van Reboux (en van Rabaté onder de merknaam Caroline Reboux) opgenomen in de collectie van het Musée de la Mode de la ville de Paris in Parijs. Hoeden van Reboux zijn ook terug te vinden in de collectie van het Metropolitan Museum of Art in New York.

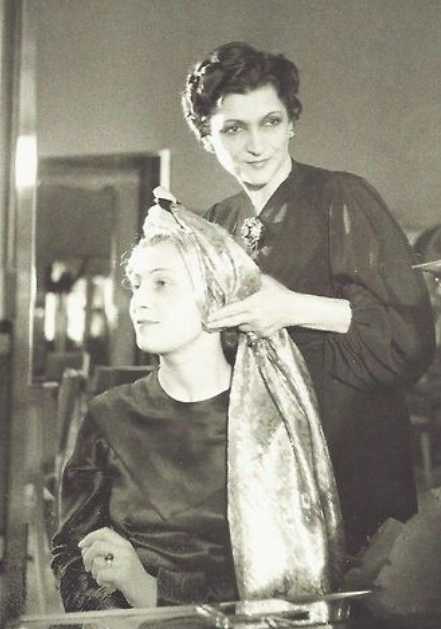
Lucienne Rabaté modelleert een nieuwe hoed
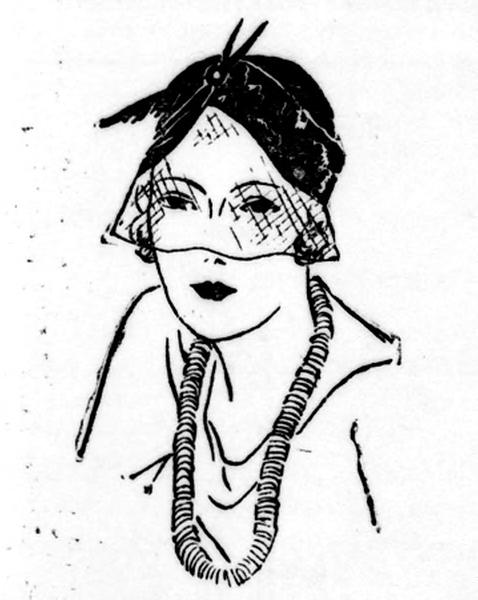
Hoed van Lucienne Rabaté voor modehuis Caroline Reboux, 1932
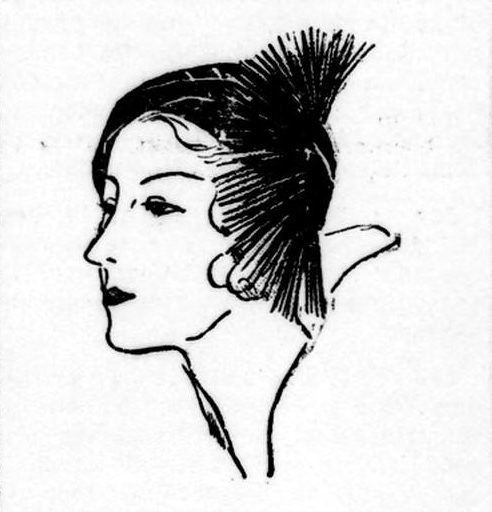
Hoed van Lucienne Rabaté voor modehuis Caroline Reboux, 1932
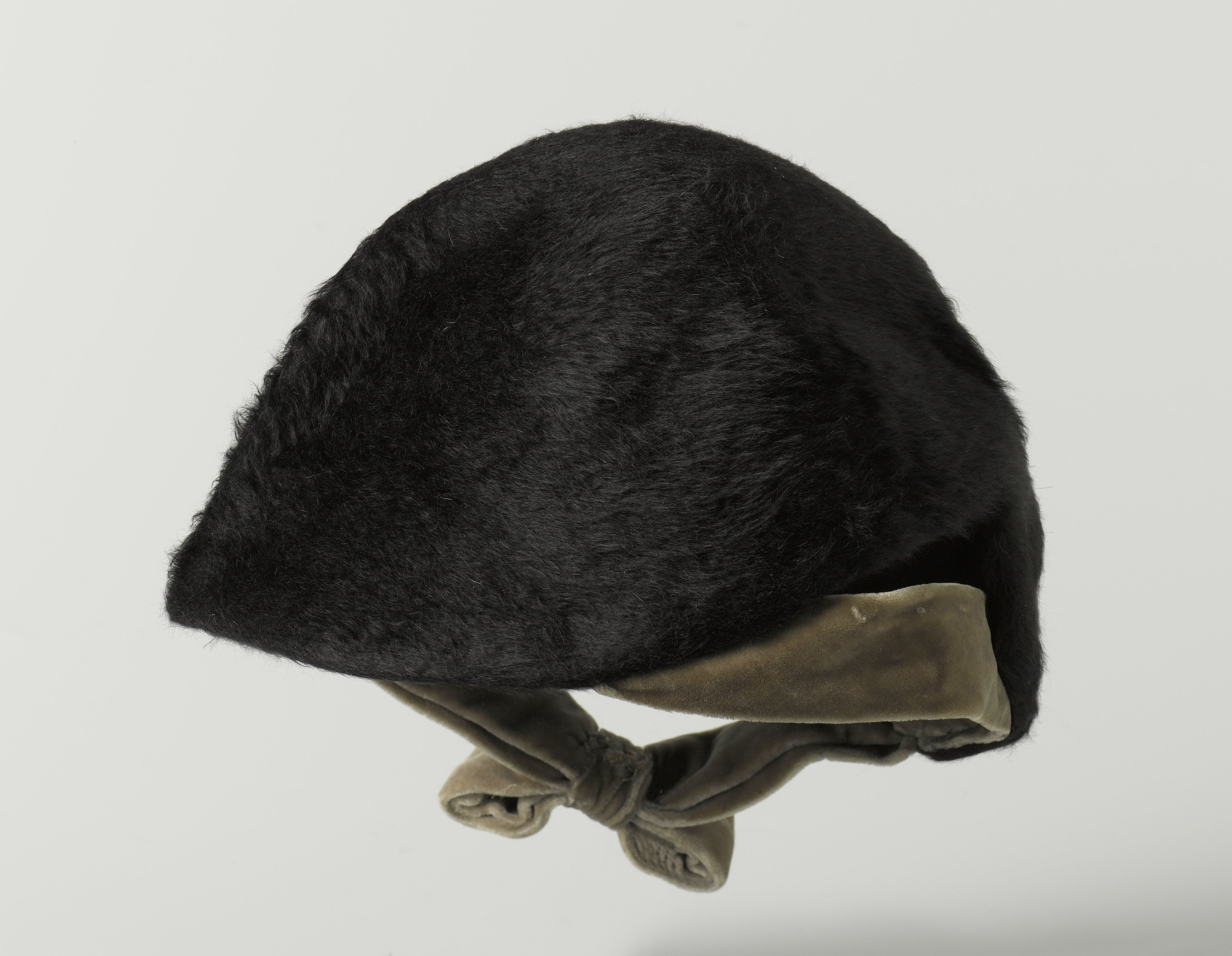
Hoed van het merk Caroline Reboux, rond 1950